# Microdosage de psychédéliques
Le microdosage de psychédéliques consiste à consommer des doses sous-seuil (microdoses) de drogues psychédéliques sérotoninergiques comme le LSD et la psilocybine afin de potentiellement améliorer la créativité, les niveaux d'énergie, l'équilibre émotionnel, les capacités de résolution de problèmes, ainsi que pour traiter l'anxiété, la dépression et les problèmes d'addiction,. Cette pratique a gagné en popularité au 21e siècle,. Un rapport de juin 2024 de la RAND Corporation suggère que parmi les adultes aux États-Unis déclarant avoir consommé de la psilocybine au cours de l'année écoulée, près de la moitié ont déclaré avoir pris un microdosage la dernière fois qu'ils en ont consommé.

## Techniques

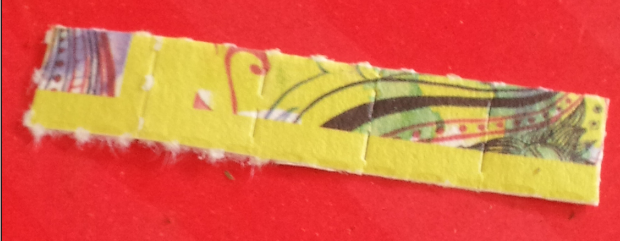
Le microdosage implique généralement 1/20 à 1/10 d'une dose récréative de psychédéliques comme le LSD.

Le LSD et la psilocybine sont les substances les plus fréquemment employées pour le microdosage, avec le dosage volumétrique en solution étant une méthode courante pour mesurer précisément le LSD,. Une microdose représente généralement 1/20 à 1/10 d'une dose active d'une drogue psychédélique,.

## Prévalence et démographie
Le sexe et le niveau d'éducation ont une influence notable sur la prévalence du microdosage. Une enquête en ligne menée auprès de 2 437 participants a révélé que 13 % d'entre eux avaient déjà pratiqué le microdosage, tandis que 4 % le faisaient au moment de l'étude. Les personnes pratiquant le microdosage ont généralement des revenus et un niveau d'éducation plus faibles, sans lien avec un type d'emploi particulier.
Une enquête distincte menée auprès des utilisateurs de Reddit n’a révélé aucune différence significative entre les microdoseurs et les non-microdoseurs en ce qui concerne l’âge, l’orientation sexuelle, la classe sociale ou le niveau d’éducation. En revanche, les microdoseurs étaient plus souvent des hommes, moins religieux et déclaraient une prévalence plus faible de troubles anxieux ou de dépendance aux substances. Ils consommaient généralement du LSD ou de la psilocybine selon un schéma d’un jour de prise suivi de deux jours de pause.

## Applications thérapeutiques
La recherche s’est penchée sur le potentiel du microdosage de psychédéliques dans le traitement de troubles psychiatriques comme le TDAH. Une étude naturaliste menée sur quatre semaines a révélé que les personnes atteintes de TDAH rapportaient une diminution des symptômes, notamment une amélioration de la pleine conscience et une réduction du névrosisme après le microdosage. Ces résultats suggèrent que le microdosage pourrait constituer une approche alternative ou complémentaire aux traitements conventionnels du TDAH, bien que des études cliniques supplémentaires soient nécessaires pour en valider la sécurité et l’efficacité.
Le microdosage de psychédéliques fait également l’objet d’études en tant que potentiel outil thérapeutique pour les troubles neurodégénératifs, notamment la maladie d’Alzheimer. Les recherches indiquent que ces substances pourraient « rouvrir » des fenêtres critiques de neuroplasticité accrue, favorisant ainsi la formation de nouvelles connexions neuronales et améliorant la flexibilité cognitive. Ces effets pourraient offrir une approche novatrice pour limiter le déclin cognitif et les troubles de l’humeur liés à la démence.

## Bénéfices et mécanismes cognitifs
Des études ont montré que de faibles doses de LSD modulent certains circuits neuronaux du cortex visuel. Parmi les effets observés, une régulation de l’équilibre entre les entrées excitatrices et inhibitrices, pouvant expliquer l’amélioration des fonctions cognitives rapportée par les utilisateurs. Ces résultats suggèrent que même des doses sub-perceptuelles de psychédéliques peuvent influencer de manière significative l’activité cérébrale sans provoquer de symptômes hallucinogènes.

## Histoire
Le premier exemple documenté de microdosage psychédélique pourrait être l'utilisation par les Grateful Dead de doses faibles et sous-psychédéliques de DOM comme stimulant à la fin des années 1960.